# كاواكامي سوروكو
الفيكونت كاواكامي سوروكو (باليابانية: 川上 操六, مواليد 11 نوفمبر 1848 – وفيات 11 مايو 1899) كان جنرالًا وواحدًا من كبار الاستراتيجيين العسكريين في الجيش الإمبراطوري الياباني أثناء ثورة فلاحي دونغهاك والحرب الصينية اليابانية الأولى.

## سيرة شخصية
وُلد كاواكامي في ساتسوما دومين لعائلة من طبقة الساموراي، وقاتل في الجانب الإمبراطوري من أجل استعادة ميجي ضد قوات توكوغاوا شوغن بدءًا من معركة توبا-فوشيمي. تميز بدفاعه عن قلعة كوماموتو المحاصرة في حرب بوشين.
بعد ذلك، ذهب إلى طوكيو للمساعدة في تأسيس الجيش الإمبراطوري الياباني الجديد. لقد صعد بسرعة عبر الرتب، وساعد في قمع تمرد ساتسوما.
في عام 1884، رافق شياما إيواو لدراسة العلوم العسكرية في مختلف بلدان أوروبا، وخاصة بروسيا. بعد عودته إلى الوطن، أصبح لواءًا ونائبًا لرئيس هيئة الأركان العامة للجيش الإمبراطوري الياباني. في عام 1887، عاد إلى أوروبا مرة أخرى لدراسة العلوم العسكرية في ألمانيا. في عام 1890، أصبح فريق.
خلال الحرب الصينية اليابانية الأولى، خدم كاواكامي كضابط أركان عسكري كبير في المقر العام الإمبراطوري، وكان معروفًا بأنه استراتيجي لامع. بعد الاختتام الناجح لتلك الحرب، حصل على وسام الشمس المشرقة (الدرجة الأولى)، وترقى إلى طبقة النبلاء بلقب شيشاكو ( فيسكونت ) بموجب نظام كازوكو للنبلاء.
حصل كاواكامي بعد وفاته على وسام الطائرة الورقية الذهبية (الدرجة الثانية)، وسام الشمس المشرقة (الدرجة الأولى مع بولونيا بلوسومز، جراند كوردون) ووسام الأقحوان الكبير. قبره في مقبرة أوياما في طوكيو.

## روابط خارجية
- "Kawakami Soroku". Portraits of Modern Historical Figures. National Diet Library. مؤرشف من الأصل في 2022-11-30.
- "Avilov, Roman S." “The Visit of the Vice-Chief of the Japanese Army’s General Staff Kawakami Sōroku to Priamur Military District (1897).” RUDN Journal of Russian History 19, no. 4 (November 2020): 934–951. مؤرشف من الأصل في 2022-11-30.

## ملحوظات
1. ↑  Dupuy, Encyclopedia of Military Biography
2. ↑  Harries, Soldiers of the Sun